# Японский щетинозуб
Японский щетинозуб (лат. Chaetodon nippon) — вид лучепёрых рыб из семейства щетинозубых.

## Описание
Длина 17 см. Тело высокое, короткое, сильно сжатое с боков (особенно сверху и сзади). Голова маленькая, сжатая по бокам. Хвостовой стебель короткий. Рот маленький, конечный. Челюсть с гибкими, тонкими, длинными, щетинковидными зубами. Предкрышечная кость гладкая. Жаберные отверстия узкие. Голова практически целиком покрыта чешуей. Туловище покрыто ктеноидной чешуей. Боковая линия изогнута в виде дуги и проходит высоко параллельно спине. Спинной плавник сплошной, без выемки. Колючие лучи в спинном плавнике примерно одинаковой высоты. Хвостовой плавник веерообразный. В спинном плавнике 13 колючих лучей. Широкая темная полоса на мягкой части спинного и анального плавников и значительной части хвостового стебля. Более узкая полоска идет на заднем крае хвостового плавника.

## Биология
Морской теплолюбивый вид. Держатся среди коралловых рифов и скалистых обнажений на глубине от 5 до 20 м. Питается бентосом. Нерестятся парами, а не гаремными группами с одним самцом и несколькими самками.

## Ареал
Населяет северо-запад Тихого океана в мелководных морях у Японии, Южной Кореи, Филиппин и Тайваня.